# 셰필드 할람 대학교
셰필드 할람 대학교(영어: Sheffield Hallam University, SHU)는 영국 사우스요크셔주 셰필드에 위치한 종합 대학이다.

## 한국과의 관계
대한민국의 국민대학교와 예술 관련 교류협정을 체결하였다.

## 같이 보기
- 영국의 대학 목록
- 셰필드 대학교